# جيرالد إبستاين
جيرالد إبستاين (بالإنجليزية: Gerald Epstein)‏ هو طبيب نفسي أمريكي، ولد في 6 نوفمبر 1935.